# مغالطه طبیعت‌گرایانه

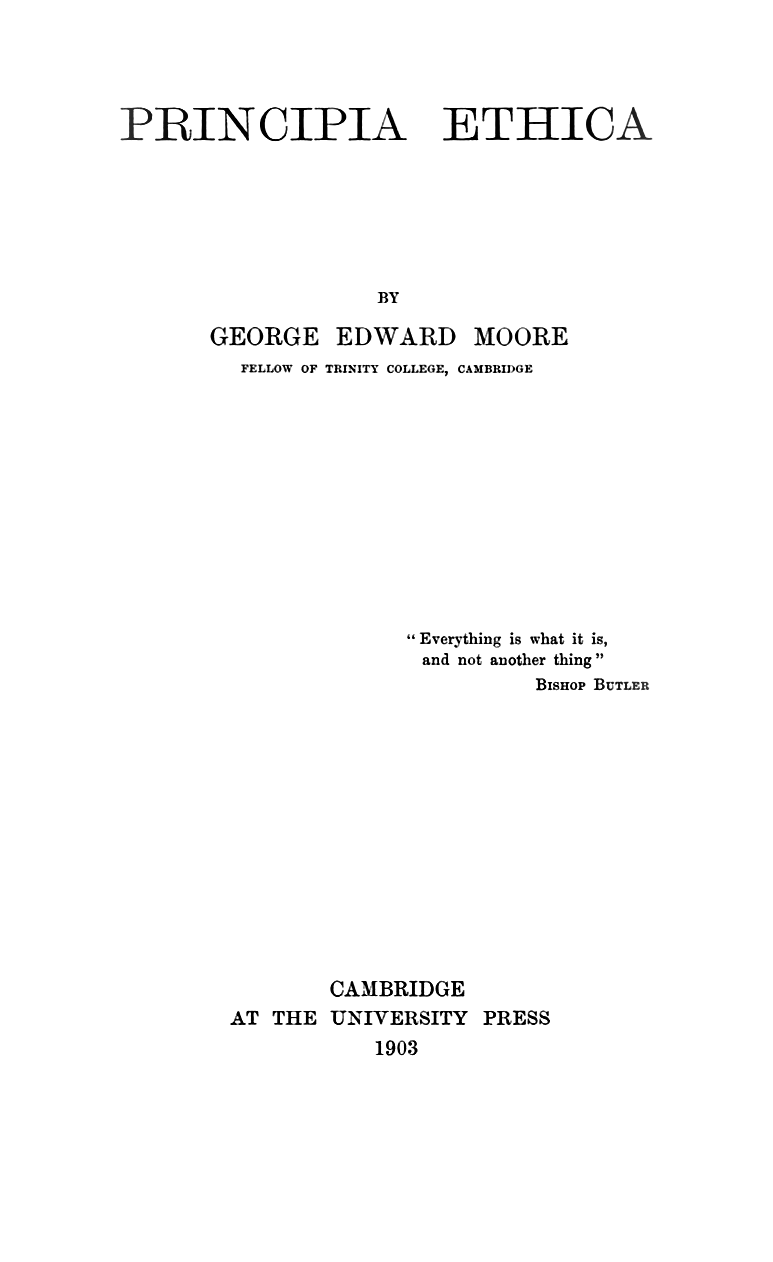
اسکن صفحه عنوان کتاب اصول اخلاق اثر جی.ای. مور (۱۹۰۳)

مغالطه طبیعت‌گرایانه (به انگلیسی: naturalistic fallacy) نخستین بار در سال ۱۹۰۳ میلادی توسط فیلسوف انگلیسی جورج ادوارد مور در کتاب اصول اخلاق یا پرینسیپیا اِتیکا مطرح شد. این مغالطه تلاش می‌کند ادعایی اخلاقی را با توجه به واژگانی مثل «خوب» یا دیگر ویژگی‌های طبیعی (مثل مطبوع، تکامل یافته، دلخواه و غیره) ثابت کند.
مغالطه طبیعت‌گرایانه به مغالطه توسل به طبیعت نزدیک است ولی یکی نیست. مغالطه توسل به طبیعت ادعا می‌کند چیزی که طبیعی باشد، خوب است و اگر غیرطبیعی باشد، ذاتاً بد است. این توسل مغالطه‌آمیز به طبیعت می‌تواند برعکس مغالطه اخلاقی باشد: چیزی که خوب یا درست است، پس باید طبیعی باشد.
علاوه بر این، مغالطه طبیعت‌گرایانه مور بسیار نزدیک (ولی نباید با آن اشتباه گرفته شود) با مسئله «هست و باید» در رساله هیوم است. برخلاف نظر هیوم دربارهٔ مسئله «هست و باید»، مور (و دیگر طرفداران غیرطبیعت‌گرایی اخلاقی) مغالطه طبیعت‌گرایی را مخالف واقع‌گرایی اخلاقی در نظر نمی‌گیرند.

## الگوی منطقی
X هست؛ بنابراین X باید باشد.
X نیست؛ بنابراین X نباید باشد.

## مثال
- فدا کردن جان خود در راه کشور شرافتمندانه است. پس کسانی که خود را فدا می‌کنند، از دیگران با اخلاق‌ترند.
- طبیعت انسان‌ها را بیمار می‌کند؛ بنابراین، دخالت در کار طبیعت و درمان انسان‌ها با داروهای شیمیایی غیراخلاقی است.
- همجنس‌گرایی طبیعی نیست؛ چون موجب تولیدمثل نمی‌شود، پس عملی غیراخلاقی است.

## انتقادات
برنارد ویلیامز استفادهٔ مور از اصطلاح «مغالطه طبیعت‌گرایانه» را یک «نامگذاری بی‌مسمای پُرطمطراق» می‌داند؛ زیرا به عقیدهٔ وی موضوع مورد بحث متافیزیکی است و نه منطقی. برخی از فیلسوفان نیز مغالطه طبیعت‌گرایانه را رد می‌کنند یا راه‌حل‌هایی را برای مشکل مطرح شدهٔ «باید-هست» ارائه می‌دهند.
رالف مک‌اینرنی نیز پیشنهاد می‌کند که «باید» قبلاً در «هست» نهفته و مستتر است؛ به این معنا که ذات چیزها به خودی خود اهداف و مقاصدی دارند. به عنوان مثال، یک ساعت دستگاهی است که برای ثبت زمان استفاده می‌شود. وقتی کسی عملکرد یک ساعت را درک می‌کند، پس تلویحاً استانداردی برای ارزیابی در توصیف ساعت نهفته است، یعنی چون این یک ساعت است، باید زمان را ثبت کند؛ بنابراین اگر کسی نتواند یک ساعت خوب را از یک ساعت بد تشخیص دهد، در واقع اصلاً نمی‌داند که ساعت چیست. به همین ترتیب، اگر کسی نتواند عمل خوب انسانی را از عمل بد تشخیص دهد، در واقع اصلاً نمی‌داند که انسان چه کسی است.
همچنین در سال ۱۹۳۹، ویلیام فرانکنا برداشت مور از مغالطه طبیعت‌گرایانه را مورد نقد قرار داد. فرانکنا اظهار داشت که مور در استدلال «خوب را نمی‌توان با ویژگی‌های طبیعی تعریف کرد»، سعی داشته از سردرگمی گسترده‌تری که به دلیل تلاش برای تعریف یک اصطلاح با استفاده از مؤلفه‌های غیرمترادف ایجاد می‌شود، اجتناب کند. همچنین فرانکنا چنین استدلال کرد که مغالطه طبیعت‌گرایانه یک نامگذاری کاملاً اشتباه است؛ زیرا نه محدود به مؤلفه‌های طبیعت‌گرایانه است و نه لزوماً یک مغالطه.